# Areia Branca (Sergipe)
Areia Branca é um município brasileiro do estado de Sergipe.

## História
O município situado na base da Serra de Itabaiana, recebeu este nome pela cor do solo da povoação. Parte de seu território foi doado pelo latifundiário José Ferreira Neto, que cedeu uma área de lagoa seca a pessoas carentes. A povoação, fundada por Juviniano Freire de Oliveira e Virgílio Rodrigues do Nascimento, teve início em frente a uma capela que mais tarde se transformaria na Igreja Matriz São João Batista, padroeiro de Areia Branca. Evoluiu a categoria de município de Areia Branca em 11 de novembro de 1963, pela lei estadual 1224, desmembrado de Riachuelo, Laranjeiras e Itabaiana.

## Geografia
O território possui temperatura média anual de 24 °C, e precipitação média de chuvas de 1200 mm/ano, concentrado no período de outono-inverno (março a agosto). O relevo apresenta colinas e áreas de superfície tabular (planalto erodido, topo plano e depósitos arenosos e argilosos). Os solos da região são rasos, não alagados  (camada de rocha superficial) ou argilosos profundos. A vegetação do município compreende capoeira, caatinga, campos limpos e campos Sujos. Areia Branca está situada nas bacias hidrográficas do rio Sergipe e do rio Vaza-Barris, sendo o rio Jacarecica, afluente do rio Sergipe, principal fonte de abastecimento local.

### Povoados
- Areias
- Chico Gomes
- Boqueirão
- Rio das Pedras
- Canjinha
- Junco I
- Serra Comprida
- Cajueiro
- Caroba
- Pedrinhas
- Manilha
- Colônia São Paulo
- Guidinha

## Economia
A receita do município é gerada pela agricultura, principalmente produção mandioca, cana-de-açúcar, manga, maracujá, milho e grande produtor de Coentro do Estado de Sergipe ; pecuária com criação de bovinos, suínos e muares; criação de galináceos; mineração de areia e comércio e indústria (serrarias, casas de farinha de mandioca). Outra riqueza do município são as pequenas indústrias, que estão mais destacando o comércio de roupas (têxtil) doces e iguarias locais de deixar qualquer visitante boquiaberto(Casa do Doce localizada nas Areias,local de venda de todo tipo de doces). A feira do município é outra riqueza, realizada aos sábados, a feira atrai muita gente de cidades circunvizinhas  que comercializam seus produtos.

## Atrações

### Festejos Juninos e o Forródromo de Areia Branca
Construído no ano de 1992, na gestão do prefeito Ascendino de Sousa Filho, em parceria com o governo do Estado, com um espaço total de mais de 49 mil metros quadrados, ajudou o município a ser conhecido nacionalmente, atraindo milhares de pessoas de várias regiões do país durante os festejos juninos. O forró de Areia Branca foi considerado por muitos anos como o melhor São João de Sergipe, sob a alcunha de "Forró de Paz e Amor" (pois é proibido o manejo de fogos de artifícios no evento). A festa durava a noite e madrugada inteiras, por vários dias; no final da festa era comercializado aos visitantes em uma mesa de 100 metros de comprimento, um café da manhã de comidas típicas (batizada de "Comunhão do Forró"). Atualmente o festejo ainda é realizado, e está sendo um dos melhores do estado de Sergipe.

### Poço das Moças e dos moços
Balneário natural localizado na Estação Ecológica da Serra de Itabaiana em meio à densa Mata Atlântica, formado por riachos cuja nascente encontram-se no topo da serra e poços esculpidos pela água nas rochas. No aspecto geográfico o poço das moças não pertence ao município de Itabaiana, pois 90% da área da serra esta localizada em Areia Branca.